# Sveriges damlandslag i ishockey
För andra svenska hockeylandslag, se Sveriges landslag i ishockey.
Sveriges damlandslag i ishockey, även kallat Damkronorna och Tre Kronor Dam, representerar Sverige i ishockey på damsidan.

## Historik

### 1987–2001
I april 1987 deltog Sverige vid World Women's Hockey Tournament i Kanada, och spelade då sina första damlandskamper.
Det internationella hockeyförbundet hade ännu inte börjat stå för kostnaderna inom damhockeyn och damkronorna saknade sponsorer. Börje Salming valde då att sponsra laget ur egen ficka, så att de skulle kunna åka till Kanada och delta i turneringen. Sverige kom på fjärde plats av sju deltagande lag (Kanada, Ontario, USA, Sverige, Schweiz, Japan och Nederländerna).
Sverige erövrade silvermedaljer i Europamästerskapen 1989, 1991, 1993 och 1995. Samtliga vanns av Finland, innan Sverige slutligen vann 1996 års EM-turnering.

### 2002–2010
Efter att som bäst ha slutat fyra i alla VM och OS åren 1990–2001 lyckades Damkronorna i de olympiska vinterspelen 2002 i Salt Lake City slå Finland med 2–1 i matchen om tredjepris, och med den bronsmedaljen bli en av Sveriges största framgångar i vinterspelen, som i övrigt inte blev succé för svensk del. I hemma-VM tre år senare, såväl som nästa VM i Kanada 2007, vann Sverige återigen brons efter vinst mot nordiska rivalerna Finland (Damlejonen) i matchen om tredjepris. I de olympiska vinterspelen 2006 i Turin (där herrlandslaget Tre kronor blev olympiska mästare) blev Damkronorna historiska, som slog de då regerande världsmästarinnorna USA (som vunnit mot Sverige i 26 matcher i rad) i semifinalen efter straffslag, och därigenom blev det första landslaget som vann mot ett nordamerikanskt landslag såväl som det första landslaget utom Kanada och USA som nått final – men blev emellertid slagna i finalen med 4–1 av de regerande olympiska mästarinnorna Kanada.
Sedan 2006 finns även ett svenskt damjuniorlandslag.
I Kina-VM 2008 slutade Damkronorna på femte plats, och nästa års VM i Finland såväl som 2010 års vinter-OS i Vancouver på fjärde plats efter förlust mot de nordiska rivalerna Finland i matchen om tredjepris.

### 2011–2022
I vinter-OS 2014 i Sotji, Ryssland, nådde Damkronorna fjärdeplats efter förluster mot Schweiz i matchen om tredjepris, som var hittills senaste gången Damkronorna nådde en medaljmatch, och tidigare mot USA i semifinalen, som var den fjärde olympiska semifinalen i rad mellan USA och Sverige. Detta var hittills enda gången Finland missade olympisk medaljmatch, som förlorade mot Sverige i kvalmatchen till semifinal. I följande vinter-OS 2018 i Pyeongchang, Sydkorea tog Finland (Damlejonen) revansch genom att slå Damkronorna med 7–2 i kvalmatchen till semifinal. I Finlands-VM 2019 blev Damkronorna degraderade för första gången, tillsammans med Frankrike, från toppdivisionen till den lägre Division I, och därmed ej kvalificerade för nästa VM 2020 (som framflyttades till 2021 p.g.a. coronavirus). Damkronorna, som år 2022 skulle ha spelat världsmästerskap för Division I vilket blev inställt p.g.a. covid-19-pandemin både 2020 och 2021, blev automatiskt kvalificerade till VM för toppdivisionen samma år, med anledning av uteslutningen av Ryssland som stoppades från deltagande i internationella mästerskap efter Rysslands invasion av Ukraina 2022, och nådde kvartsfinal där de, liksom i vinter-OS i Peking samma år, förlorade mot Kanada.

### Damkronornas spelarens bojkott
I augusti 2019 gick samtliga landslagsspelare ut i en bojkott i en protest mot den Svenska ishockeyförbundet. Konflikten med förbundet handlade om allt från ekonomisk ersättning till försäkringsfrågor och att kunna få landslagskläder anpassade för kvinnor istället för herrmodeller. Erika Grahm gick ut och kritiserade Svenska ishockeyförbundet; "Det är jättekul att höjdarna på förbundet skriver fina krönikor i tidningarna om jämställdhet, flickhockey och allt vad det heter, men mot oss spelare visar de inte ett skit", sade Grahm. Ishockeyförbundet anmäls till Diskrimineringsombudsmannen för könsdiskriminering, men efter två månader får spelarna ett nytt avtal där flera av kraven är uppfyllda och att representera landslaget kommer inte att vara en förlustaffär längre.

## Landslag och spelare

### Laguppställningar (urval)
| OS-laget 2006 | OS-laget 2006       | OS-laget 2006                 | OS-laget 2006 |
| Nummer        | Spelare             | Klubb                         | Position      |
| ------------- | ------------------- | ----------------------------- | ------------- |
| 1             | Cecilia Andersson   | Concordia University Stingers | M             |
| 30            | Kim Martin          | AIK                           | M             |
| 2             | Elin Holmlöv        | AIK                           | B             |
| 4             | Jenni Asserholt     | Örebro HK                     | B             |
| 21            | Joa Elfsberg        | Brynäs IF                     | B             |
| 22            | Emma Eliasson       | MODO                          | B             |
| 23            | Gunilla Andersson   | Segeltorps IF                 | B             |
| 27            | Ylva Lindberg       | Segeltorps IF                 | B             |
| 3             | Frida Nevalainen    | MODO                          | F             |
| 7             | Maria Rooth         | AIK                           | F             |
| 8             | Erika Holst         | Segeltorps IF                 | F             |
| 12            | Jenny Lindqvist     | Segeltorps IF                 | F             |
| 15            | Katarina Timglas    | AIK                           | F             |
| 16            | Pernilla Winberg    | AIK                           | F             |
| 17            | Ann-Louise Edstrand | Segeltorps IF                 | F             |
| 18            | Kristina Lundberg   | MODO                          | F             |
| 19            | Emilie O'Konor      | AIK                           | F             |
| 24            | Nanna Jansson       | AIK                           | F             |
| 25            | Therése Sjölander   | MODO                          | F             |
| 28            | Danijela Rundqvist  | AIK                           | F             |
| 31            | Jeanette Brackett   | Brynäs IF                     | F             |

| VM-laget 2008       | VM-laget 2008               | VM-laget 2008 |
| Spelare             | Klubb                       | Position      |
| ------------------- | --------------------------- | ------------- |
| Kim Martin          | University Minnesota Duluth | M             |
| Sara Grahn          | Linköping HC                | M             |
| Emma Eliasson       | Brynäs IF                   | B             |
| Jenni Asserholt     | Linköping HC                | B             |
| Emma Nordin         | Modo Hockey                 | B             |
| Ann-Louise Edstrand | Segeltorps IF               | B             |
| Frida Nevalainen    | Modo Hockey                 | B             |
| Emilia Andersson    | AIK                         | B             |
| Emelie Berggren     | AIK                         | B             |
| Erika Holst         | Segeltorps IF               | F             |
| Maria Rooth         | AIK                         | F             |
| Danijela Rundqvist  | AIK                         | F             |
| Elin Holmlöv        | University Minnesota Duluth | F             |
| Pernilla Winberg    | AIK                         | F             |
| Katarina Timglas    | AIK                         | F             |
| Isabella Jordansson | AIK                         | F             |
| Klara Myrén         | Leksands IF                 | F             |
| Cecilia Östberg     | Leksands IF                 | F             |
| Tina Enström        | Modo Hockey                 | F             |
| Angelica Lorsell    | Brynäs IF                   | F             |

| VM-laget 2019 | VM-laget 2019      | VM-laget 2019                    | VM-laget 2019 |
| Nr            | Spelare            | Klubb                            | Position      |
| ------------- | ------------------ | -------------------------------- | ------------- |
| 1             | Sara Grahn         | Luleå HF                         | MV            |
| 30            | Julia Åberg        | Leksands IF                      | MV            |
| 35            | Lovisa Selander    | Rensselaer Polytechnic Institute | MV            |
| 3             | Mina Waxin         | Modo Hockey                      | B             |
| 4             | Sofia Engström     | Leksands IF                      | B             |
| 5             | Johanna Fällman    | Luleå HF                         | B             |
| 6             | Josefin Holmgren   | Djurgårdens IF                   | B             |
| 7             | Johanna Olofsson   | Modo Hockey                      | B             |
| 9             | Jessica Adolfsson  | Pennsylvania State University    | B             |
| 12            | Maja Nylén-Persson | Leksands IF                      | B             |
| 14            | Sabina Küller      | AIK                              | F             |
| 15            | Lisa Johansson     | AIK                              | F             |
| 16            | Pernilla Winberg   | Linköping HC                     | F             |
| 19            | Sara Hjalmarsson   | Providence College               | F             |
| 20            | Fanny Rask         | HV71                             | F             |
| 21            | Isabell Palm       | HV71                             | F             |
| 22            | Lina Ljungblom     | HV71                             | F             |
| 24            | Erika Grahm        | Brynäs IF                        | F             |
| 25            | Melinda Olsson     | Luleå HF                         | F             |
| 26            | Hanna Olsson       | Djurgårdens IF                   | F             |
| 27            | Emma Nordin        | Luleå HF                         | F             |
| 28            | Sofie Lundin       | Djurgårdens IF                   | F             |
| 29            | Olivia Carlsson    | Modo Hockey                      | F             |

### Flest landskamper och landslagsmål
Flest landslagsmål har Maria Rooth gjort under sin tid i landslaget (1995–2010) – 105 mål. Hennes totalt 265 landskamper placerar henne (2019) som sexa i statistiken över flest antal landskamper. Svenska ishockeyförbundet har publicerat en lista över spelare som gjort 200 landskamper eller mer (uppdaterad 2021-07-15). Damerna på denna lista redovisas nedan. De tre första namnen toppar listan före herrarna.
- Erika Holst – 327 landskamper (1994–2012)
- Pernilla Winberg – 318 (2002–)
- Gunilla Andersson – 297 (1991–2011)
- Sara Grahn – 268 (2006–)
- Maria Rooth – 265 (1995–2010)
- Kim Martin Hasson – 244 (2000–2014)
- Emilia Ramboldt – 239 (2005–)
- Emma Eliasson – 236 (2003–2016)
- Jenni Asserholt – 235 (2003–2016)
- Frida Nevalainen – 235 (2003–2013)
- Danijela Rundqvist – 223 (2001–2012)
- Ann-Louise Edstrand – 209 (1993–2008)
- Erika Grahm – 205 (2008–2020)
- Emma Nordin – 203 (2008–)
- Johanna Fällman – 202 (2008–)

### Damernas Stora Märke
Utmärkelsen "Damernas Stora Märke" tilldelas av Svenska ishockeyförbundet till spelare som deltagit i minst 100 landskamper (1 meritpoäng per landskamp) och dessutom skaffat sig minst ytterligare 100 meritpoäng via medaljvinst. Den sistnämnda slutsumman kan nås genom deltagande i medaljvinnande landslag i EM, VM eller OS (30 meritpoäng för guld, 20 för silver och 10 för brons). Fem spelare har (2016) kvalificerat sig för denna utmärkelse. Dessa är:
- Erika Holst, Segeltorps IF – 424 (100 + 324[a])
- Gunilla Andersson, Mälarhöjden/Bredäng Hockey – 417 (120 + 297)
- Ann-Louise Edstrand, Segeltorps IF – 309 (100 + 209)
- Annica Åhlén, Brynäs IF – 252 (120 medaljpoäng + 132 landskampspoäng)
- Lotta Almblad, Mälarhöjden/Bredäng Hockey – 222 (100 + 122)

## Samtliga landskamper
- Sveriges damlandskamper i ishockey under 1980-talet
- Sveriges damlandskamper i ishockey under 1990-talet
- Sveriges damlandskamper i ishockey under 2000-talet
- Sveriges damlandskamper i ishockey 2010
- Sveriges damlandskamper i ishockey 2011
- Sveriges damlandskamper i ishockey 2012